# Quicksilver - Soldi senza fatica
Quicksilver - Soldi senza fatica (Quicksilver) è un film del 1986 diretto da Thomas Michael Donnelly con Kevin Bacon. Distribuito anche con il titolo Su e giù per Wall Street.

## Trama
Jack Casey è un giovane broker di successo che, dopo aver guadagnato 30 milioni di dollari in 3 anni di attività, in un investimento rischioso perde tutto, compresi i risparmi dei suoi genitori: questo genera in lui una grande insicurezza e un grande senso di colpa, tanto che si ritira dagli affari e va a fare il bike messenger a Wall Street. Grazie al suo nuovo lavoro conosce Voodoo, un collega che per fare soldi in fretta ha deciso di lavorare per lo Zingaro, un malvivente che recluta corrieri disposti a fare consegne per lui.
Durante una gara in bici tra i due, Voodoo viene investito e ucciso proprio dallo Zingaro, a causa di una precedente discussione. Jack, pur avendo assistito alla scena, dopo aver parlato con i suoi colleghi decide di non agire, temendo ritorsioni. Lo Zingaro intanto per il lavoro di corriere avvicina Terri, una ragazza appena arrivata in città, senza famiglia né un posto dove stare e con un disperato bisogno di soldi. Terri effettua una prima consegna per lo Zingaro sebbene Jack l'abbia messa in guardia su quel genere di lavoro.
Jack nel frattempo fa amicizia con Hector Rodriguez, un messicano sempre ottimista con il sogno di acquistare un carretto per hot dog e di fondare una catena in quel settore. Jack lo aiuta a compilare il modulo di richiesta per un prestito dalla banca e gli dà consigli su come comportarsi, tuttavia il prestito viene negato. Capendo che non avrebbe mai avuto i soldi dalle banche, Hector vorrebbe rivolgersi a criminali messicani ma Jack, per evitare all'amico di entrare in affari con loro, vince la propria insicurezza e propone all'amico di affidargli i suoi soldi per investirli in borsa. Hector accetta e Jack riesce a guadagnare abbastanza sia per lui che per restituire ai propri genitori i risparmi perduti.
La sera stessa lo Zingaro fa salire Terri nella sua macchina dicendo che vuole portarla a «una festa» ma la ragazza capisce che il capo vuole farla prostituire e scappa, rifugiandosi nei bagni di un locale. Lo Zingaro la trova e dopo averla picchiata fa per portarla fuori dal locale ma in quel momento sopraggiungono i colleghi di Terri che la traggono in salvo. Sapendo che il gangster tornerà a riprendersela, i fattorini gli tendono un'imboscata ma Il malvivente riesce a fuggire e riparte all'inseguimento di Terri, la quale si rifugia a casa di Jack.
Per salvare la sua amica, Jack la chiude in casa, quindi a bordo della sua bici si fa inseguire dallo Zingaro finché, con una manovra astuta, lo fa precipitare con la macchina da un ponte in costruzione.

## Distribuzione
Negli Stati Uniti uscì il 14 febbraio 1986, mentre in Italia uscì nel 1988 direttamente su vhs RCA/Columbia. Mai uscito in dvd o blu-ray in Italia, ma in Spagna è disponibile un'edizione in blu-ray con audio italiano. Inoltre è disponibile su varie piattaforme.